# Winfried Vogt (Ökonom)
Winfried Vogt (* 25. November 1935 in München) ist ein deutscher Wirtschaftswissenschaftler und Hochschullehrer. Er ist emeritierter ordentlicher Professor für Wirtschaftliche Staatswissenschaften.

## Leben
Winfried Vogt, Sohn des Eisenbahnbediensteten Josef Vogt, studierte Wirtschaftswissenschaften, Rechtswissenschaften und Mathematik an der Universität München und der Universität Kiel, wo er 1960 bei Erich Schneider zum Dr. sc. pol. promoviert wurde. Er habilitierte sich 1964 in Kiel. Von 1964 bis 1967 war er ordentlicher Professor für Wirtschaftliche Staatswissenschaften bzw. Volkswirtschaftslehre an der Universität Kiel, von 1967 bis zu seiner Emeritierung 2001 an der Universität Regensburg.
Seine Forschungsschwerpunkte sind Theoretische Volkswirtschaftslehre, ökonomische Modelle und Soziale Marktwirtschaft.
Winfried Vogt heiratete 1961 Waltraut Stracke, lebt in Nittendorf in der Nähe von Regensburg und hat zwei Kinder.

## Werk
In den ersten Jahren arbeitete Vogt zur Wachstumstheorie. Später setzte er sich mit Ansätzen der marxistischen Ökonomie auseinander.
1972 wurde er eingeladen, auf der Tagung des Vereins für Socialpolitik vorzutragen. Thema der Tagung war Macht und ökonomisches Gesetz. Sein Vortrag dazu, worin er aus einer marxistischen Perspektive argumentiert hatte, wurde sehr kritisch aufgenommen. Als eine Folge dieser kontroversen Diskussion gründeten mehrere Ökonomen den Arbeitskreis politische Ökonomie als Alternative zum, aus deren Sicht, neoklassisch dominierten Verein für Socialpolitik.
Ende der 1970er Jahre wandte sich Vogt der neoklassischen Methode zu um Machtverhältnisse und das Problem der Arbeitslosigkeit in kapitalistischen Ökonomien zu analysieren. Mit diesem Ansatz stand er Vertretern des analytischen Marxismus nahe. Eine daraus entstandene Publikation in der Zeitschrift Leviathan löste kritische Reaktionen von Autoren wie Elmar Altvater, Rudolf Hickel und Karl Georg Zinn aus.

## Schriften (Auswahl)
- Makroökonomische Bestimmungsgründe des wirtschaftlichen Wachstums der Bundesrepublik Deutschland von 1950 bis 1960. Ein Beitrag zur Theorie des wirtschaftlichen Wachstums (= Kieler Studien, Bd. 66). Tübingen. Mohr, 1964

- Theorie des wirtschaftlichen Wachstums. Berlin : Vahlen ; Frankfurt/M., 1968
- (Hrsg.): Seminar: Politische Ökonomie. Zur Kritik der herrschenden Nationalökonomie. 2. Aufl. Frankfurt am Main, Suhrkamp, 1977.
- Walras oder Keynes – zur (französischen) Neuinszenierung der neoklassischen Synthese, in: Laski, K., Matzner, E. Nowotny, E., Beiträge zur Diskussion und Kritik der neoklassischen Ökonomie. Festschrift für Kurt W. Rothschild und Josef Steindl, Springer 1979, S. 65–76
- Warum gibt es Massenarbeitslosigkeit? in: Leviathan 11. Jg., 1983, H. 2, S. 376–393
- Theorie der kapitalistischen und einer laboristischen Ökonomie, Frankfurt (Campus) 1986
- Ungleichheit und qualifikationsverzerrter technologischer Fortschritt: eine dynamische Wechselbeziehung In: Uwe Blien; Joachim Möller [Hrsg.] Europäische Arbeitsmärkte und Arbeitsmarkttheorie: Beiträge zur 11. Jahreskonferenz der European Association of Labour Economists, Nürnberg, 2002, S. 91–110